# DOORS 2009春
『DOORS 2009春』（ドアーズ にせんきゅうはる）（正式番組名：『祝!国際エミー賞記念 世界が認めたTV史上最強のアトラクションに新世代到来!超巨大アドベンチャーパークDOORS2009春』（しゅく!こくさいエミーしょうきねん せかいがみとめたテレビしじょうさいきょうのアトラクションにしんせだいとうらい!ちょうきょだいアドベンチャーパーク ドアーズ にせんきゅうはる）は、TBS系列で2009年4月5日に放送されたゲームアトラクションバラエティ番組である。

## 概要
2005年から放送されているDOORSシリーズの第5弾。今回は、番組が国際エミー賞受賞の最終候補に残ったことを記念しての放送であるとともに、JNN50周年記念 ハイパーバラエティウィークの一環として放送された。
またこの回から、初回（2005年）から続いていた9月の年一放送及びDOORS 2006から続けていた総合成績による個人戦という慣例を崩している。今回は、初の春開催・放送であり、アトラクション毎にそれぞれ優勝者（ペア）を決める完全個人戦形式で行った。
番組収録は緑山スタジオと、東京湾東雲運河で行われ、放送時間は過去最長の4時間30分となった。
平均視聴率は14.5%（関東地区、ビデオリサーチ調べ）。

## 放送時間
- 2009年4月5日 19:00-23:24

## 出演者

### 司会・進行
総合司会・実況
- 福澤朗（元日本テレビアナウンサー） 
  - 合言葉は「君に幸あれ」、失敗時は「ビビデバビデブー」(オッペケペー）と叫ぶ
  - グラグラブラザーズ、マンション・オフ・テラー7secは不在であった為、佐藤文康（TBSアナウンサー）が代理で実況を担当。

芸能人軍団リーダー
- ナインティナイン（岡村隆史・矢部浩之）
  - 出番以外は、挑戦者のインタビューを行い、全体の進行役も務めた。

### リポーター
TBSアナウンサー3人がインタビューを行った。
- 青木裕子
- 加藤シルビア
- 枡田絵理奈

## 挑戦者
- 有吉弘行
- いとうあさこ
- 岡村隆史（ナインティナイン）
- 川田広樹（ガレッジセール）
- 麒麟(田村裕、川島明)
- ケンドーコバヤシ
- 国生さゆり
- 小杉竜一（ブラックマヨネーズ）
- ザ・たっち（かずや、たくや）
- しずる(村上純、池田一真)
- 品川庄司(品川祐(DOORS 2006優勝)、庄司智春)
- 嶋大輔
- ジョイマン(高木晋哉、池谷和志)
- 高知東生
- Wエンジン(チャンカワイ、えとう窓口)
- 千原せいじ（千原兄弟）
- 出川哲朗
- TKO(木本武宏、木下隆行)
- どきどきキャンプ(佐藤満春、岸学)
- 中尾明慶
- 西川史子
- 錦野旦
- ノッチ（デンジャラス）
- NON STYLE(石田明、井上裕介)
- はるな愛
- はんにゃ(川島章良、金田哲)
- 響(小林優介、長友光弘)
- 姫ちゃん
- ビューティーこくぶ
- ほっしゃん。
- 松本伊代
- 村川絵梨
- ものいい(吉田サラダ、横山きよし)
- 泰葉
- 矢部浩之（ナインティナイン）
- 山崎邦正
- 山中秀樹
- 山本高広
- 山本裕典
- 優木まおみ
- U字工事(福田薫、益子卓郎)
- 渡辺直美
- ワッキー（ペナルティ・DOORS 2007・DOORS 2008優勝）

## アトラクション
- 『DOORS 2006』〜『DOORS 2008』と同じく個人戦。ただし今回は、アトラクションの総合成績を競う形ではなく、アトラクション毎にそれぞれ優勝者を決める完全個人戦形式である。

### ウォーターバイク300
2006・2007・2008で催されたアトラクションだが、長さが300メートルになっている。
東京湾上、東雲運河（東京オリンピック構想で選手村予定地付近）で行われる。
- 1人ずつ1回だけ挑戦する。
- 東京湾上に敷かれた幅50cm,長さ300mのピアフロートで作られた一本橋を、自転車に乗って渡る。
- 300mわたりきるか、最も長い距離をわたったチャレンジャーが優勝となる。

### ハニカムキャノン
- 前方のモニターに表示されたハニカム（蜂の巣）のうち、いくつかが光ると後方のハニカムの同じ位置から棒が発射される仕組み。
- プレイヤーは表示された発射パターンを見て瞬時に棒をかわすポーズをとり、うまくかわせないと約2m下の池に落水で失敗となる。
- プレイヤー上方に設置されている4本のバーにつかまってもよい（ただし、バーはスライドするようになっているため、バーもろとも落下した挑戦者もいた）。
- 発射パターンが出てからポーズを考える時間はLEVEL1が10秒、LEVEL2が7秒。
- 各レベル5回発射され、LEVEL2をクリアすれば、成功となる。
- 最も多くのパターンをクリアしたチャレンジャーが優勝となる。

### グラグラブラザーズ
- 2人1組協力型のアトラクション。
- プレイヤーは左右に動き、目の前に伸びる超巨大ボードをシーソーのごとく操作する。
- 1組5球で、すべて使い切るとゲームオーバーとなる。
- 2人で協力してボールを誘導し、ゲートを通過させたり穴に落とすことによって50Pから最大1000P獲得となるが、落ちたら0Pの危険な穴もある。
- より高得点を獲得したチャレンジャーが優勝となる。

### ミラクルヒュースポン
全ての回で催されているDOORSでもおなじみのアトラクション。
- 高さ18mから直径6cmの鉄球を落として、地上にある直径9cmの穴に入れる。
- 今までとは異なり、1人1球のみの挑戦となる。
- 見事に成功したチャレンジャーには「マークXジオ・エアリアル」が贈られる。なお、複数名成功者が現れた場合はじゃんけんで1人に贈呈される。

### ブランコジャンプ
- プレイヤーは高さ約5mの位置まで吊りあげられそこから重力の加速を利用して前方にジャンプする。
- 1人1回のみの挑戦となり、より遠くに着水した者が優勝となる。

### アルカノイド
- 往年の名作ゲーム「アルカノイド」（ブロック崩し）のDOORS特別版。
- 操作はプレイヤーの足元にあるセンサーを用いて行い、巨大LEDモニターに映像が映し出される。
- 自らが反復横跳びのように動くとバウス（ボールを受けるラケット）が動き、ボールを打ち返してブロックを破壊する。
- 1人3球、2面まであり、より高得点を獲得したチャレンジャーが優勝となる。
- 山崎邦正が唯一の1面クリア者であった。
- また、東京都港区赤坂の赤坂サカスでは2009年3月20日から4月19日まで開催されていた春のイベント『花Sacas』でも、『DOORS』の番組体験アトラクションとしてプレイできた（プレイ料金は1回300円）。

### マンション・オブ・テラー7sec
2006・2007・2008と催された「バンジー7（セブン）」を進化させたアトラクション。
- 1対1の対戦形式。
- 両者はまず、ゲームのスタート地点は、5段階に積み上げられた約10mのタワーの頂上に立つ。
- 合図が鳴った後、体内時計を駆使して合図が鳴ってから7秒後だと思ったタイミングで、横にあるボタンを押して、時計を止める。
- 7秒からどのくらいズレたかによって、落下の段数が決まり、0.1秒ズレるごとに1段落下。
- どちらかが先に5段全て落下したらゲーム終了で、より高い階にいた人の勝ち。
- 全プレイヤーの中で一番7秒に近かった者が優勝となる。

### DOORSゼビウス
- 往年の名作シューティングゲーム「ゼビウス」のDOORS特別版。
- 2人1組協力型のアトラクション。操作は足元のセンサーを用いて行う。
- 1人がソルバルウ（自機）の縦移動とブラスター（地上へ攻撃する弾）の発射を行い、もう1人がソルバルウの横移動とザッパー（空中へ攻撃する弾）の発射を行う。
- 3回挑戦して、より高得点を獲得したチャレンジャーが優勝となる。ただし、3回挑戦してクリアーできなかった場合はヘルメットについている火薬が爆発する。
- 途中で、今回のDOORSに出てくるアトラクションや、過去のDOORSに出てきたアトラクション、TBS本社のイラストが出てくる。

## 各アトラクションの優勝者
（放送順）
第1 アトラクション・ウォーターバイク300
優勝者：山崎邦正・岡村隆史 （ナインティナイン）（記録：300m 完走）
第2 アトラクション・ハニカムキャノン
優勝者：川島明 （麒麟）（記録：LEVEL2 , SHOT1　クリアー）
第3 アトラクション・グラグラブラザーズ
優勝者：ケンドーコバヤシ&泰葉ペア（記録：1800P）
第4 アトラクション・ミラクルヒュースポン
成功者：高木晋哉 （ジョイマン）、山崎邦正、山中秀樹、木下隆行（TKO）の4人が成功。
また、じゃんけんにより高木晋哉が、TOYOTAの「マークXジオ・エアリアル」を獲得した。
第5 アトラクション・ブランコジャンプ
優勝者：はるな愛（記録：14m30cm）
第6 アトラクション・アルカノイド
優勝者：山崎邦正（記録：18280点）
第7 アトラクション・マンション・オブ・テラー7sec
優勝者：ノッチ（デンジャラス）（記録：7秒31）
第8 アトラクション・DOORSゼビウス
優勝者：小林優介&長友光弘ペア（響）（記録：49350点 ボス攻略）

## 番組テーマ曲
- 「DANCE☆MAN　（WOKKY WOKKY×BOGGIE WOGGIE）」（2nd Mini Album 「CKTV」収録曲、2009年2月25日発売）歌:C&K 発売元:ヴィレッジアゲインアソシエイション

## スタッフ
- ナレーション：福澤朗、服部潤
- 総合構成：堀田延
- 構成：海老根豊、太田光洋、石原大二郎、藤原昭彦、藤澤雅孔、八坂英敏
- TM：河野志朗
- 技術協力：東通、エヌ・エス・ティー、TAMCO、イメージスタジオ109、ナックイメージテクノロジー、CIRCLE、ProCam、ティエルシー、三穂電機、PCライツ、PRGアジア、ライトグラフィックス、TSJ、富士ライト商事
- 美術プロデューサー：相野道生
- 美術デザイナー：石井健将
- 美術制作：清水久、町山充洋
- 編集：木野内幸浩、高田恒人、浦野和男
- MA：井田須美子
- 音響効果：樋口謙、吉元大介（いずれもメディアハウス）
- CG：小室泰樹（コーラルレッド）
- VFE：兼子雅美
- TK：常藤直子
- 協力：TOYOTA、バンダイナムコゲームス、タイトー、東京都港湾局、海上保安庁、東京はしげ運送事業協同組合、緑山スタジオ・シティ、高橋レーシング、ジール
- トレーナー：中島好亜希（ブルハンド）
- インターネット：石田景康、羽鳥柾也
- 宣伝：小山陽介
- モバイル：赤塚モホロ
- 編成：竹中優介
- デスク：片桐正子
- サポートスタッフ：古羽美弘、田辺和弘、堅木絢、澤田浩一、越かおり、石井亮、徳永美香、小泉亮太、中野加奈子、小澤慧里子
- 制作協力：フォルコム
- 演出補：嵯峨祥平、安部昌希、上江洲安之
- AP：浅倉きよみ、工藤明日香、鹿渡弘之
- 制作進行：宮島将志、藤永光太郎、金窓荘二郎
- 中継車D：平賀渉
- ディレクター：高山和大、鈴木雅彦、浅賀善伸、清水宏幸、鈴木竜哉
- 演出：渡邉真二郎、平元克二
- 総監督：乾雅人
- プロデューサー：海本泰
- 製作著作：TBS